# Dyron Nix
Dyron Patrick Nix (Meridian, 11 febbraio 1967 – Atlanta, 15 dicembre 2013) è stato un cestista statunitense, professionista nella NBA, in Francia, Spagna, Israele e Grecia.

## Carriera
Venne selezionato dagli Charlotte Hornets al secondo giro del Draft NBA 1989 (29ª scelta assoluta).

## Statistiche

### College
| Anno      | Squadra          | PG  | PT | MP   | TC%  | 3P%  | TL%  | RP   | AP  | PRP | SP  | PP   |
| --------- | ---------------- | --- | -- | ---- | ---- | ---- | ---- | ---- | --- | --- | --- | ---- |
| 1985-1986 | Tenn. Volunteers | 25  | 13 | 23,4 | 47,3 | -    | 66,7 | 4,3  | 0,5 | 0,6 | 0,7 | 7,0  |
| 1986-1987 | Tenn. Volunteers | 29  | 29 | 35,8 | 54,1 | 0,0  | 63,4 | 10,1 | 0,5 | 1,3 | 1,8 | 14,1 |
| 1987-1988 | Tenn. Volunteers | 29  | 29 | 35,8 | 51,1 | 14,3 | 76,2 | 9,0  | 0,6 | 1,2 | 1,1 | 22,2 |
| 1988-1989 | Tenn. Volunteers | 30  | 26 | 35,9 | 51,6 | 36,9 | 71,5 | 9,4  | 1,9 | 1,7 | 1,3 | 21,6 |
| Carriera  | Carriera         | 113 | 97 | 33,1 | 51,5 | 34,8 | 70,7 | 8,4  | 0,9 | 1,2 | 1,3 | 16,6 |